# Сипливый, Дмитрий Иванович
Дмитрий Иванович Сипливый (1888—1938) — анархо-коммунист.

## Биография
Родился в крестьянской семье в селе Григорьевка Александровского уезда Екатеринославской губернии.
С 1917 года - член Союза анархистов Гуляйполского района.
В 1919 году - помощник начальника артиллерии.
Летом осенью 1920 года - командир артиллерии РПАУ.
После революции проживал на хуторе Зеленый Гай, был колхозником.
В 1938 году арестован. Приговорён тройкой УНКВД по Днепропетровской области в 1938 году по обвинению в участии в «контр-революционной анархо-махновской организации». Расстрелян в 1938 году..